# بيل ودهاوس
بيل ودهاوس (بالإنجليزية: Bill Woodhouse)‏ هو عداء سريع أمريكي، ولد في 11 ديسمبر 1936 في ماسون سيتي في الولايات المتحدة، وتوفي في 9 يناير 2014 في كوربوس كريستي في الولايات المتحدة.